# Théâtre municipal d'Albi
Pour les articles homonymes, voir Théâtre municipal.
Le théâtre municipal d'Albi est un théâtre situé à Albi, en France.

## Localisation
Le théâtre est situé dans le département français du Tarn, sur la commune d'Albi.

## Historique
L'architecte de la ville Lacroux proposa un projet de théâtre en 1885, adopté en 1889. Le sculpteur Veillard fut chargé du décor et l'Albigeois Col peignit la toile du foyer et la coupole. Le théâtre fut inauguré le 3 juin 1893.
Il est inscrit au titre des monuments historiques le 31 mai 1999.